# Persea petiolaris
Persea petiolaris là loài thực vật có hoa trong họ Nguyệt quế. Loài này được (Meisn.) Deb miêu tả khoa học đầu tiên năm 1962.